# Les Tribulations d'Arthur Mineur
Les Tribulations d'Arthur Mineur (titre original : Less) est un roman écrit par Andrew Sean Greer, publié en version anglaise pour la première fois en 2017, et en version française en 2019 aux éditions Actes Sud.

## L'histoire
Le roman raconte l'histoire d'Arthur Less, un auteur homosexuel américain qui, à l'approche de la cinquantaine, accepte plusieurs invitations dans le monde entier alors qu'il remet en doute ses choix personnels et professionnels.  

## Accueil
Plébiscité par les critiques,, Les Tribulations d'Arthur Mineur a remporté le prix Pulitzer de la fiction ».